# 圣阿波利奈尔 (上阿尔卑斯省)
圣阿波利奈尔（法語：Saint-Apollinaire，法語發音：[sɛ̃.t‿apɔlinɛʁ]）是法国上阿尔卑斯省的一个市镇，位于该省中部，属于加普区。

## 地理
圣阿波利奈尔（44°33'22"N, 6°21'44"E）面积7.54 平方千米，位于法国普罗旺斯-阿尔卑斯-蓝色海岸大区上阿尔卑斯省，该省份为法国东南部内陆省份，北起萨瓦省，西北接伊泽尔省，西南接德龙省，南至上普罗旺斯阿尔卑斯省，东北部与意大利接壤。
与圣阿波利奈尔接壤的市镇（或旧市镇、城区）包括：普吕尼耶尔、雷阿隆、萨维讷勒拉克。

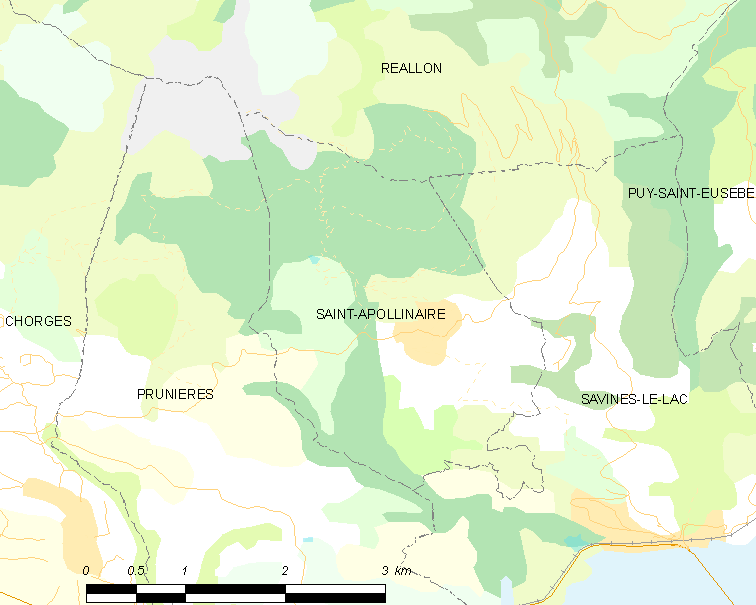
的OSM定位图

圣阿波利奈尔的时区为UTC+01:00、UTC+02:00（夏令时）。

## 行政
圣阿波利奈尔的邮政编码为05160，INSEE市镇编码为05130。

## 政治
圣阿波利奈尔所属的省级选区为绍尔日县。

## 人口

1962-2008年间人口变化图示

圣阿波利奈尔于2022年1月1日时的人口数量为204人。